# 孙俊青
孙俊青（1971年3月—），女，汉族，民主促进会成员，内蒙古伊金霍洛旗人，中华人民共和国政治人物。

## 生平
曾任内蒙古自治区政协副主席，内蒙古自治区科学技术厅厅长，民进中央常委，民进内蒙古区委会主委。2024年7月，出任内蒙古自治区人民政府副主席。